# 너의 췌장을 먹고 싶어 (2018년 영화)
《너의 췌장을 먹고 싶어》(일본어: 君の膵臓をたべたい)은 2018년 9월에 개봉한 일본의 애니메이션, 로맨스, 드라마 영화이다. 작가 스미노 요루의 소설인 《너의 췌장을 먹고 싶어》를 원작한 영화이다.
 우시지마 신이치로가 감독을 우시지마 신이치로와 스미노 요루가 각본을 맡았다.
 일본은 2018년 9월 1일에 대한민국은 2018년 11월 15일에 개봉되었다.

## 줄거리
자의적인 은둔형 외톨이 남학생 ‘나’는 우연히 초긍정 인기 만점 동급생인 사쿠라의 〈공병문고〉를 발견하고 비밀을 공유하면서 그녀와 잠정적인 친구 계약을 맺는다. ‘네가 죽기 전까지’ 임시 친구 계약을 맺은 사이일 뿐이라고 생각했는데 왠지 점점 자신에게는 없는 그녀의 뭔가가 옮겨온다. 게다가 묘한 감정까지 쌓여가는데...

## 출연진
- 타카스기 마히로 - 나(하루키) 목소리 역
- Lynn - 사쿠라 목소리 역
- 후지이 유키요 - 쿄코 목소리 역
- 후쿠시마 준 - 껌 소년 목소리 역
- 우치다 유우마 - 타카히로 목소리 역
- 미키 신이치로 - 아빠 목소리 역
- 타나카 아츠코 - 엄마 목소리 역
- 와쿠이 에미 - 사쿠라 엄마 목소리 역